# Eaton Socon
Eaton Socon is een district in St Neots, in het Engelse graafschap Cambridgeshire. De stad ligt in het district Huntingdonshire en telt 5547 inwoners.

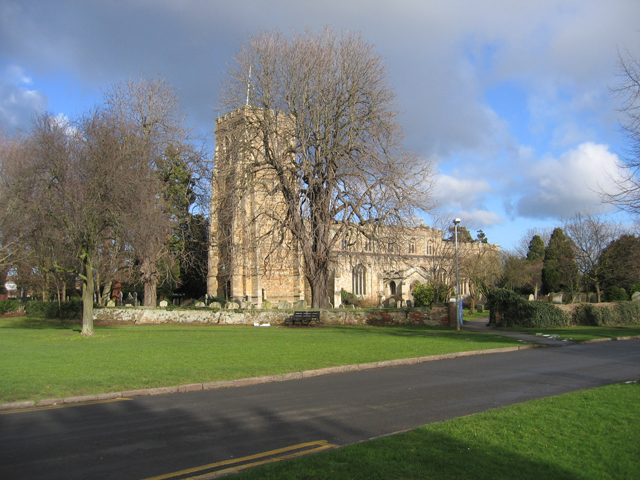
Parochiekerk
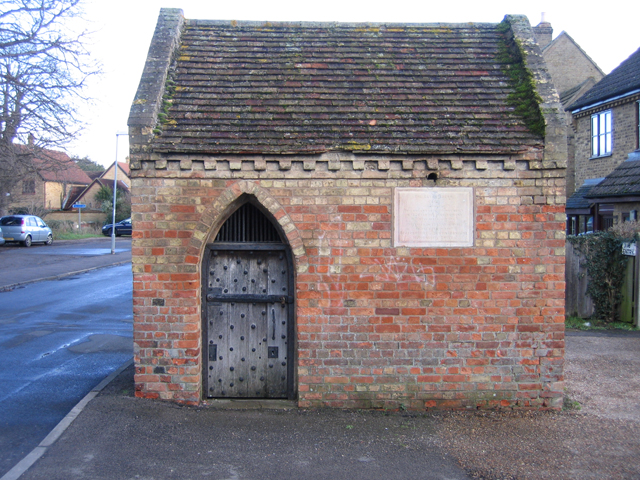
Eaton Socon Cage (School Lane)